# Ральф Белламі
Ральф Белламі (англ. Ralph Bellamy; 17 червня 1904, Чикаго — 29 листопада 1991, Санта-Моніка) — американський актор.

## Біографія
Видатний актор театру, екрану, радіо і телебачення. На його рахунку більше 100 ролей. Часто знімався в головних ролях. Великий успіх мав у ролях другого плану.

## Фільмографія
- 1931 — Таємнича шістка / The Secret Six
- 1937 — Жахлива правда / (The Awful Truth) — Ден Лісон
- 1940 — Його дівчина П'ятниця / His Girl Friday
- 1941 — Щиро твій / Affectionately Yours
- 1941 — Кроки в темряві / Footsteps in the Dark
- 1941 — Пікіруючий бомбардувальник / Dive Bomber — Ленс Роджерс
- 1941 — Людина-вовк / The Wolf Man
- 1942 — Привид Франкенштейна / The Ghost of Frankenstein
- 1945 — Леді в поїзді / Lady on a Train
- 1960 — Схід сонця в Кампобелло / Sunrise at Campobello
- 1966 — Професіонали / The Professionals
- 1968 — Дитина Розмарі / Rosemary's Baby
- 1976 — Під ковпаком / The Boy in the Plastic Bubble
- 1977 — О, Боже! / Oh, God!
- 1983 — Помінятися місцями / Trading Places
- 1987 — Санітари-хулігани / Disorderlies
- 1987 — Амазонки на Місяці / Amazon Women on the Moon
- 1988 — Поїздка до Америки / Coming to America
- 1990 — Красуня / Pretty Woman